# Mullbärssläktet
Mullbärssläktet (Morus) är ett släkte i familjen mullbärsväxter med 12 arter. Mest känt är mullbär för att vara de träd som man kan odla silke i.
De är lövfällande träd och kan vara sambyggare eller tvåbyggare. Bladen sitter strödda och är enkla, hela eller flikiga, tandade. De fyrtaliga blommorna är enkönade och sitter i ax i bladvecken. Frukterna är ätliga. De är egentligen fruktförband som består av köttiga, uppsvällda foderdelar.
Träden trivs nordligt i tempererade områden samt i tropiska bergstrakter. De i Europa vanligaste träden, svart mullbär och vitt mullbär, föredrar torra, varma, vindskyddade växtplatser med kalkhaltig jordmån.
Rött mullbär är vildväxande i Nordamerika och förekommer i Europa främst som prydnadsträd.

## Odlingar i Sverige
Under 1700-talet började mullbärsträd planteras i större omfattning i Sverige, bland annat anlade kronprinsessan Lovisa Ulrika en plantering vid Drottningholms slott. Planteringarna stöddes av Hattpartiet med bidrag, och försöksplanteringar anlades runt om i landet, t o m så långt norrut som i Skellefteå. När Mössorna tog makten drogs bidragen in och intresset avtog för mullbärsträden. Istället ersattes planteringarna av mullbärsträd av tobaksodlingar. 
Under 1830-talet tog silkesodlingen fart igen. År 1830 bildades Sällskapet för inhemsk silkesodling som kom att stå under konungahusets särskilda beskydd. Återigen gjordes planteringar runt om i landet, bland annat i Stockholmstrakten, på Öland, i Visby, på Omberg och på Visingsö. Det var mestadels vitt mullbär (M. alba) som planterades, då detta har en något högre härdighet än svart mullbär (M. nigra).
Från de större planteringarna kom en hel del silke, men träden tog skada av de bistra vintrarna och larverna angreps av allehanda sjukdomar. Man kämpade dock på fram till 1898 då Sällskapet för inhemsk silkesodling beslöt att lägga ner verksamheten helt.

## Odling på Visingsö
Den första planteringen av mullbär på Visingsö anlades 1840 på hovjägmästare Israel af Ströms initiativ. Av ca 40 g frö fick man fram 1 500 plantor som sattes ut efter bladfällningen. Planteringen drogs med flera olika problem, de försökte med att på vintern täckta plantorna med löv, med resultatet att flera plantor hade ruttnat. Vintern därpå användes istället myrstackar, som visade sig vara ett bättre alternativ. Dock hade de även problem med råttor och sork.
Några större mängder silke gav inte odlingen, även om det ett år producerades 24 kg på Visingsö. Då de större framgångarna uteblev, lades emellertid verksamheten ned på ön.

## Symbolik
Mullbär nämns i Lukasevangeliet kap 17, när apostlarna ber Jesus om en större tro, varvid Jesus svarar dem att om deras tro är så stor som ett senapskorn så skulle mullbärsträdet lyda om de befallde det att dra upp sig självt med rötterna och självt plantera sig i havet.
I de svenska översättningarna av Gamla testamentet talas i Psaltaren 84:6, Andra Samuelsboken 5:23f, och Första Krönikeboken 14:14f om bakaträd, vilket på andra språk har översatts till mullbärsträd.

## Bildgalleri

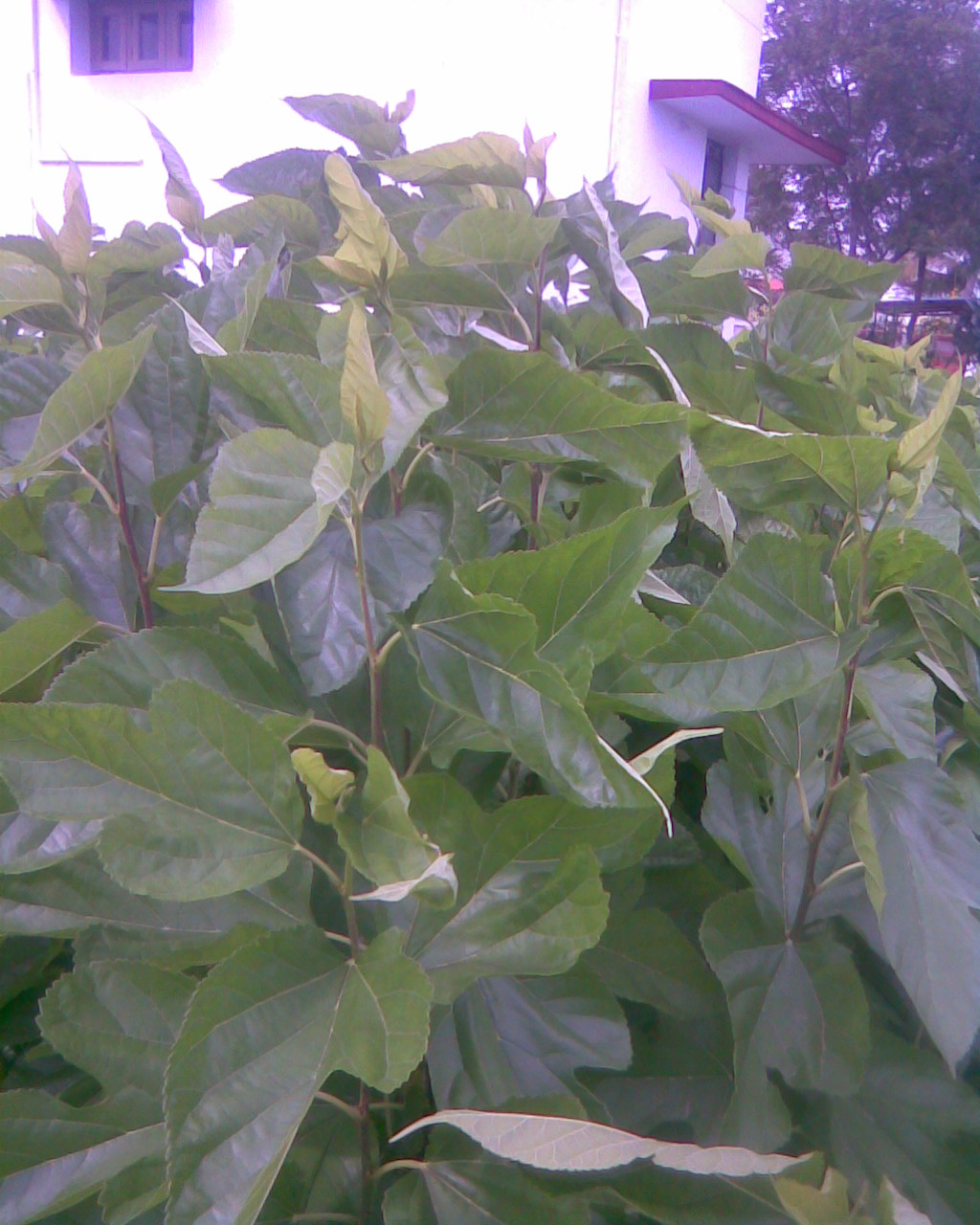
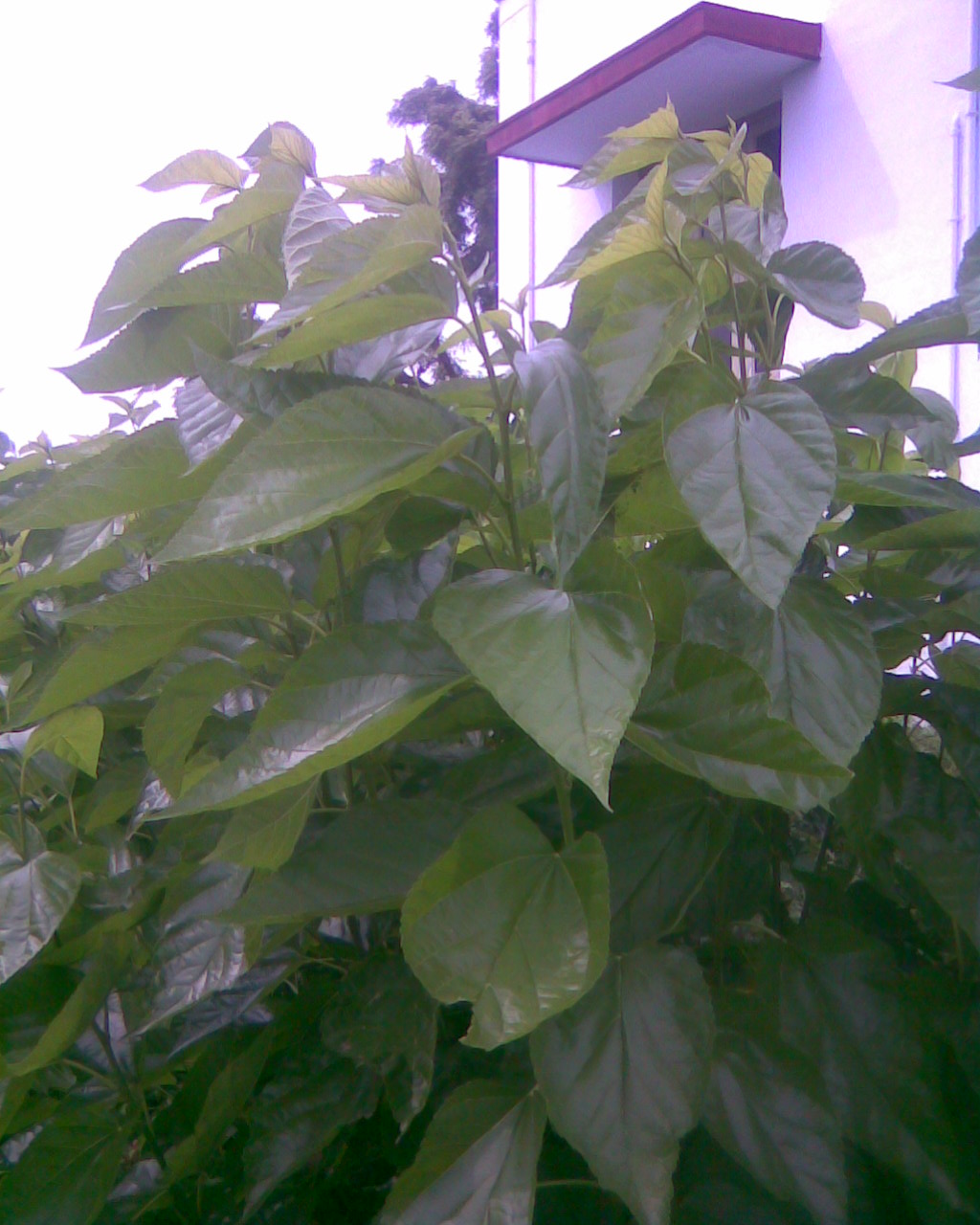
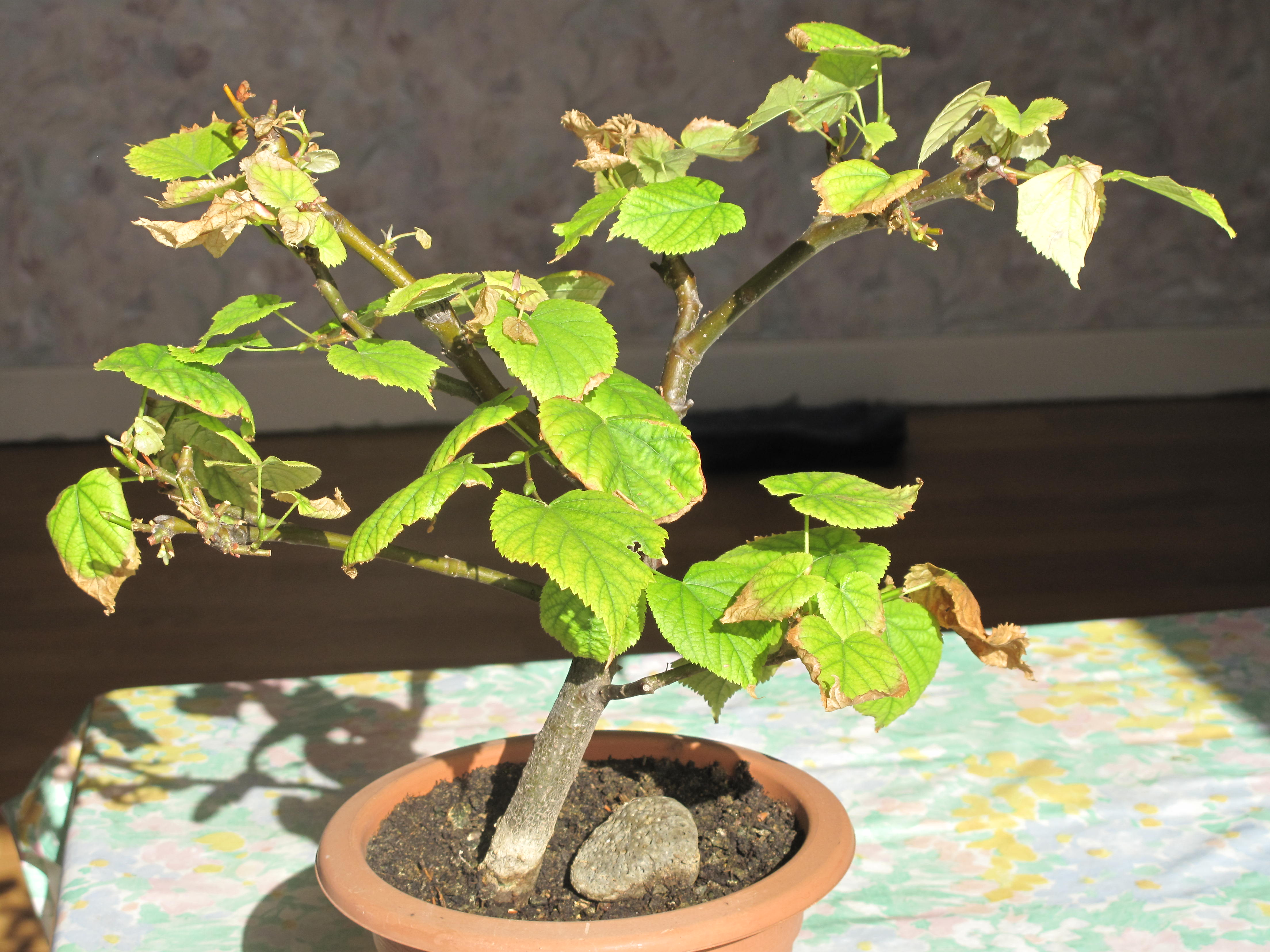
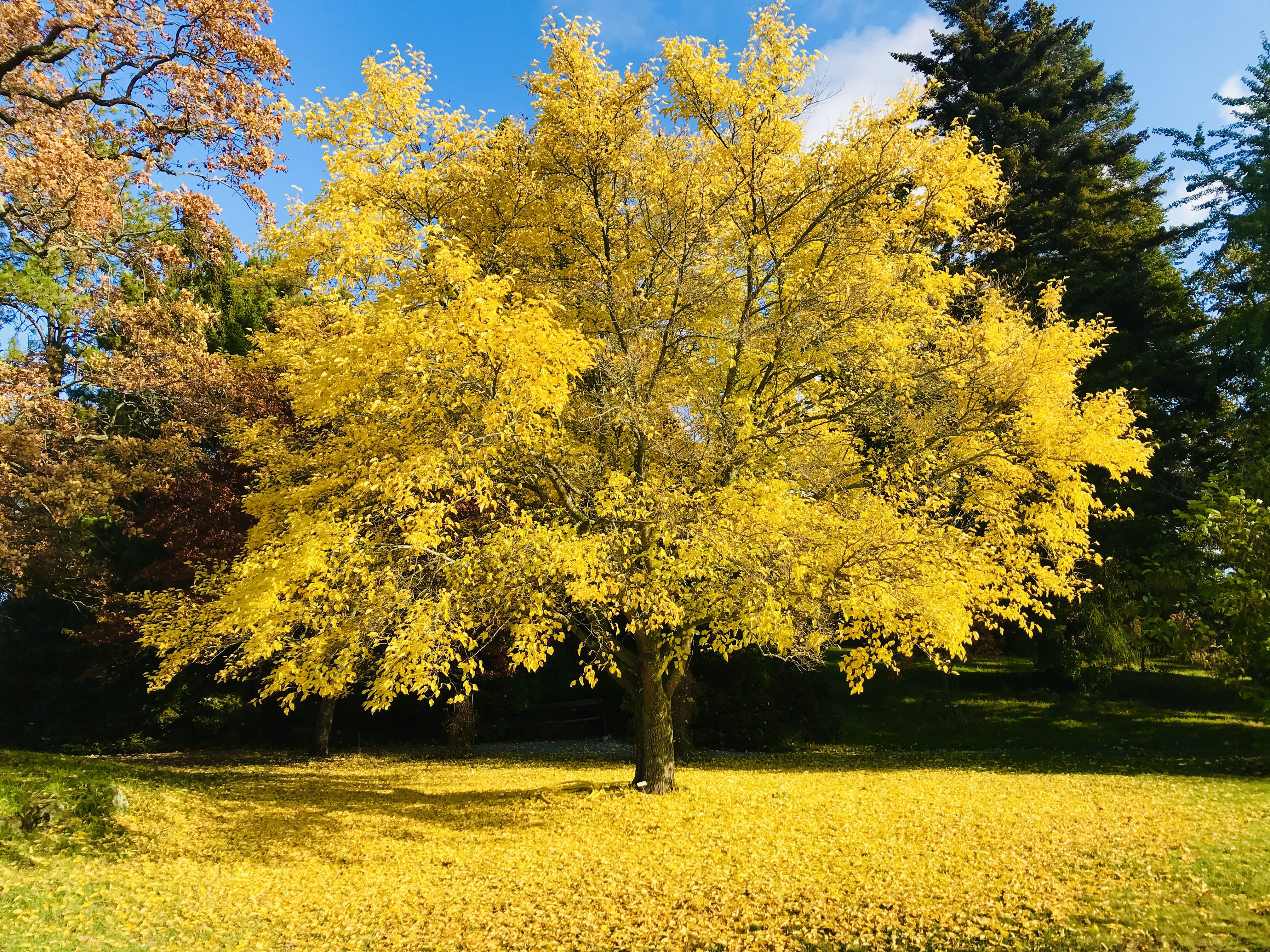

## KladogramenligtCatalogue of Life[1]
| Mullbärssläktet | \| \| vitt mullbär \| \| \| \| \| \| Morus australis \| \| \| \| \| \| Morus boninensis \| \| \| \| \| \| Morus cathayana \| \| \| \| \| \| Morus celtidifolia \| \| \| \| \| \| Morus insignis \| \| \| \| \| \| Morus koordersiana \| \| \| \| \| \| Morus liboensis \| \| \| \| \| \| Morus macroura \| \| \| \| \| \| Morus mallotifolia \| \| \| \| \| \| Morus mesozygia \| \| \| \| \| \| Morus microphylla \| \| \| \| \| \| Morus mongolica \| \| \| \| \| \| Morus nigra \| \| \| \| \| \| Morus notabilis \| \| \| \| \| \| Morus rotundiloba \| \| \| \| \| \| Morus rubra \| \| \| \| \| \| Morus serrata \| \| \| \| \| \| Morus trilobata \| \| \| \| \| \| Morus wittiorum \| \| \| \| |
|                 | \| \| vitt mullbär \| \| \| \| \| \| Morus australis \| \| \| \| \| \| Morus boninensis \| \| \| \| \| \| Morus cathayana \| \| \| \| \| \| Morus celtidifolia \| \| \| \| \| \| Morus insignis \| \| \| \| \| \| Morus koordersiana \| \| \| \| \| \| Morus liboensis \| \| \| \| \| \| Morus macroura \| \| \| \| \| \| Morus mallotifolia \| \| \| \| \| \| Morus mesozygia \| \| \| \| \| \| Morus microphylla \| \| \| \| \| \| Morus mongolica \| \| \| \| \| \| Morus nigra \| \| \| \| \| \| Morus notabilis \| \| \| \| \| \| Morus rotundiloba \| \| \| \| \| \| Morus rubra \| \| \| \| \| \| Morus serrata \| \| \| \| \| \| Morus trilobata \| \| \| \| \| \| Morus wittiorum \| \| \| \| |
|                 | vitt mullbär |
|                 | |
|                 | Morus australis |
|                 | |
|                 | Morus boninensis |
|                 | |
|                 | Morus cathayana |
|                 | |
|                 | Morus celtidifolia |
|                 | |
|                 | Morus insignis |
|                 | |
|                 | Morus koordersiana |
|                 | |
|                 | Morus liboensis |
|                 | |
|                 | Morus macroura |
|                 | |
|                 | Morus mallotifolia |
|                 | |
|                 | Morus mesozygia |
|                 | |
|                 | Morus microphylla |
|                 | |
|                 | Morus mongolica |
|                 | |
|                 | Morus nigra |
|                 | |
|                 | Morus notabilis |
|                 | |
|                 | Morus rotundiloba |
|                 | |
|                 | Morus rubra |
|                 | |
|                 | Morus serrata |
|                 | |
|                 | Morus trilobata |
|                 | |
|                 | Morus wittiorum |
|                 | |